# Boerenkrijg in Tielt

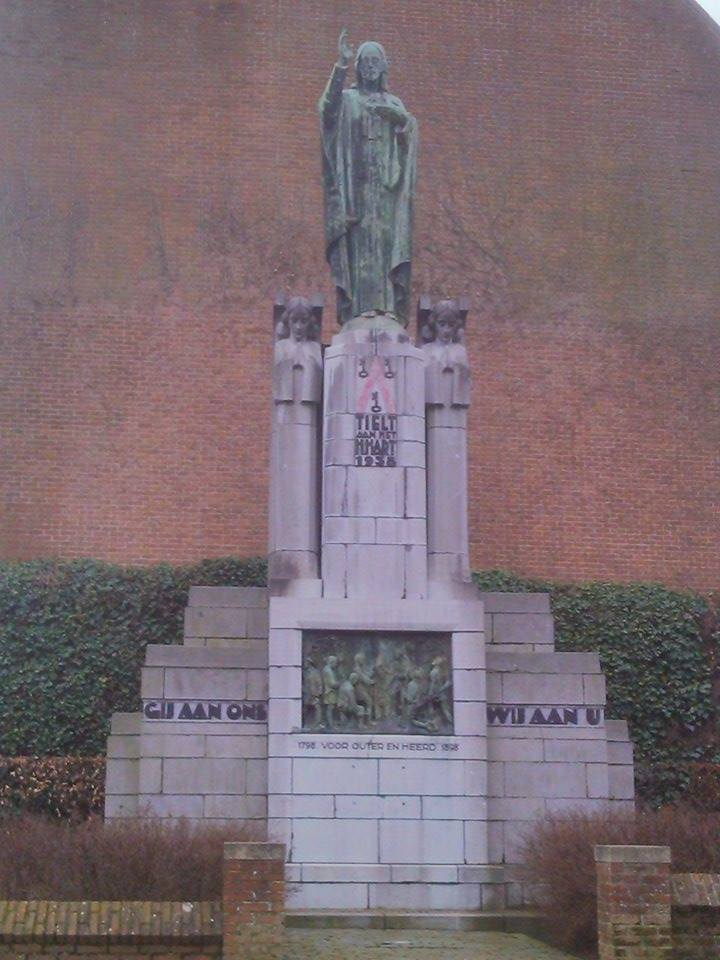
Boerenkrijgmonument in beeld H.Hart Tielt

De boerenkrijg in Tielt en omgeving was een opstand van de plaatselijke bevolking tegen de Franse bezetter in oktober 1798.

## Achtergrond
Op 1 oktober 1795 werden de Zuidelijke Nederlanden door de Fransen geannexeerd. Tielt had toen meer dan 5000 inwoners en werd aangeduid als zelfstandig kanton in het Leiedepartement.
Dit werd bestuurd door een kantonmunicipaliteit, samengesteld uit een zevental municipale officieren en een municipale president, Louis Vaerman. De commissaire du Directoire Exécutif (regeringscommissaris) stond de municipaliteit bij en controleerde haar. Dit was sinds 22 november 1779 Nicolas Esmonnot, die voordien regeringscommissaris in Gistel was geweest.
De bezetter werd in vele gemeenten in de Zuidelijke Nederlanden niet met open armen ontvangen, maar ondervond nogal wat weerstand, zo ook in Tielt. 
Dat had vooral te maken met de opeenvolgende opeisingen, het invoeren van een nieuw belastingsysteem en de nieuwe republikeinse instellingen en gebruiken.
De invoering van de verschillende wetten inzake de godsdienstbeleving leidde in Tielt bovendien tot een verscherping van de reacties tegen de Fransen en dit zowel van de bevolking als van de vertegenwoordigers in de municipaliteit. Verschillende geestelijken werden namelijk gearresteerd en sommigen gedeporteerd. Anderen doken onder en probeerden zo hun religieuze activiteiten verder te zetten. Bovendien werden een aantal geestelijke instellingen gesloten. De regeringscommissaris drong aan op een strikte uitvoering van de religieuze wetten, iets waartegen de municipaliteiten zich hevig verzetten, met slechts gedeeltelijk succes. Deze conflicten verziekten de sfeer in Tielt volledig.
In september 1798 werd bovendien de conscriptiewet ingevoerd. Deze voorzag in de inlijving van 200.000 mannen bij de Fransen troepen. Bij het bekendmaken van deze wet raakten de gemoederen serieus verhit.
Enkele weken na de invoering van de wet, brak in verschillende delen van de Zuidelijke Nederlanden een opstand tegen de Franse bezetter los, zo ook in Tielt en omstreken. Deze opstand werd bekend onder de naam Boerenkrijg.

## Opstand
De opstand begon in de vroege ochtend van 26 oktober 1798 in Pittem. Een groep opstandelingen kwam samen in de omgeving van Pittem en viel de gemeente binnen. Ze hakten de vrijheidsboom om en brachten vernielingen aan.
Intussen was de klok geluid en daarop was de Tieltse regeringscommissaris Esmonnot met vijf rijkswachters naar Pittem getrokken. Daar werd hij door de Boerenkrijgers (door de Fransen Brigands genoemd) gevangengenomen. In de loop van de dag werd hij bevrijd door enkele Tieltse rijkswachters.
Omstreeks 8u30 trokken de Boerenkrijgers dan naar Tielt. In totaal ging het vermoedelijk om zo'n vijftigtal. De term Boerenkrijgers is hierbij trouwens misleidend, want in Tielt en omgeving (zoals ook in de rest van West-Vlaanderen) was het percentage boeren dat deelnam, slechts klein. Het waren vooral dagloners (arbeiders) en ambachtslui die deelnamen aan de opstand.
Bij het binnenkomen van het centrum riepen sommigen "Leve de Keizer". Eerst werden er vernielingen aangericht in het kantoor van Marie, de ontvanger van nationale domeinen, gevestigd in de gebouwen van het afgeschafte Minderbroederklooster. Daarna trok men naar de halletoren. Daar waren het stedelijk secretariaat, de raadszaal en het bureau van de municipale president gevestigd. De opstandelingen verscheurden en vernietigden afschriften van wetten en besluiten van de Franse instanties maar konden de lijsten van dienstplichtigen en belastingplichtigen niet vinden. Daarop trokken ze naar de woning van Esmonnot waar hetzelfde gebeurde. Daarna kwam de woning van politiecommissaris Priem aan de beurt. Ook hier werden er vernielingen aangebracht en werd buskruit en lood gestolen. Ook aan de lokalen van de rijkswacht werd grote schade toegebracht. De schade was zo groot dat na de opstand de rijkswachters enkele weken in Tieltse herbergen gehuisvest moesten worden. Daarna ging men naar de president van de municipale raad Eugene Ameye en secretaris Lamblin. Ze vroegen de conscritslijsten maar ze antwoordden dat ze die niet in hun bezit hadden. Men viel links en rechts nog binnen en richtte vernielingen aan. Men zocht vooral wapens en buskruit alsook de conscritslijsten. Zo werd o.a. bij twee wapenhandels binnengevallen alsook bij de vrederechter en de belastingsontvanger.
Vervolgens werd de kerk van het Minderbroederklooster opengebroken, waar een kruis werd opgetrokken en enkele gebeden werden gelezen. Ten slotte kwamen alle Boerenkrijgers samen op de markt voor de apotheose: het omverzagen van de vrijheidsboom. Daarna vertrok de bende opnieuw naar Pittem.
Ook in het gehucht Schuiferskapelle kwamen er om 10u00 Boerenkrijgers onder leiding van Jean Bierman langs. Ze verscheurden de opgehangen driekleurige kokarden aan de kapel van Hulswalle en plantten een kruis op de Kapelhof. Na het opzeggen van enkele gebeden vertrok de bende naar Ruiselede waar de vrijheidsboom omgekapt werd. Daarna trokken ze naar Poeke waar de vrijheidsboom sneuvelde en ook een kruis aangeplant werd.

## Reactie van de overheid
De volgende dag werd tevergeefs geprobeerd om een burgerwacht op te richten om de stad te beschermen tegen de Brigands. Er kwamen uiteindelijk geen vrijwilligers opdagen.
Op 28 oktober trokken Franse militairen onder trompetgeschal de stad binnen. Ze trokken naar de kerk van het Minderbroederklooster en lieten de klokkenkoorden afsnijden. Tegen 20u00 hadden ze de stad terug verlaten.
Die avond was er nog een treffen op de weg Tielt-Schuiferskapelle tussen een groep opstandelingen die van plan waren de rijkswachterskazerne in Tielt aan te vallen en Tieltse rijkswachters te paard, waarbij de rijkswachters het onderspit moesten delven en moesten vluchten. Daarbij raakte een rijkswachter ernstig gewond.
Waarschijnlijk op 29 oktober al arriveerde een garnizoen soldaten dat onder medebevel van Esmonnot geplaatst werd, als commissaire spécial de la colonne mobile. De regeringscommissaris besliste zonder medeweten van de municipale raad dat de inwoners van Tielt moesten instaan voor het leveren van de noodzakelijke levensmiddelen voor die soldaten. Dit garnizoen werd bovendien geregeld vervangen zodat Tielt gedurende vele maanden de bevoorrading van deze Franse soldaten moest bekostigen. Louis Vaerman werd uiteindelijk ontslagen als municipaal president omdat hij met de opstandelingen zou hebben gesympathiseerd.

## Vervolging van de Boerenkrijgers

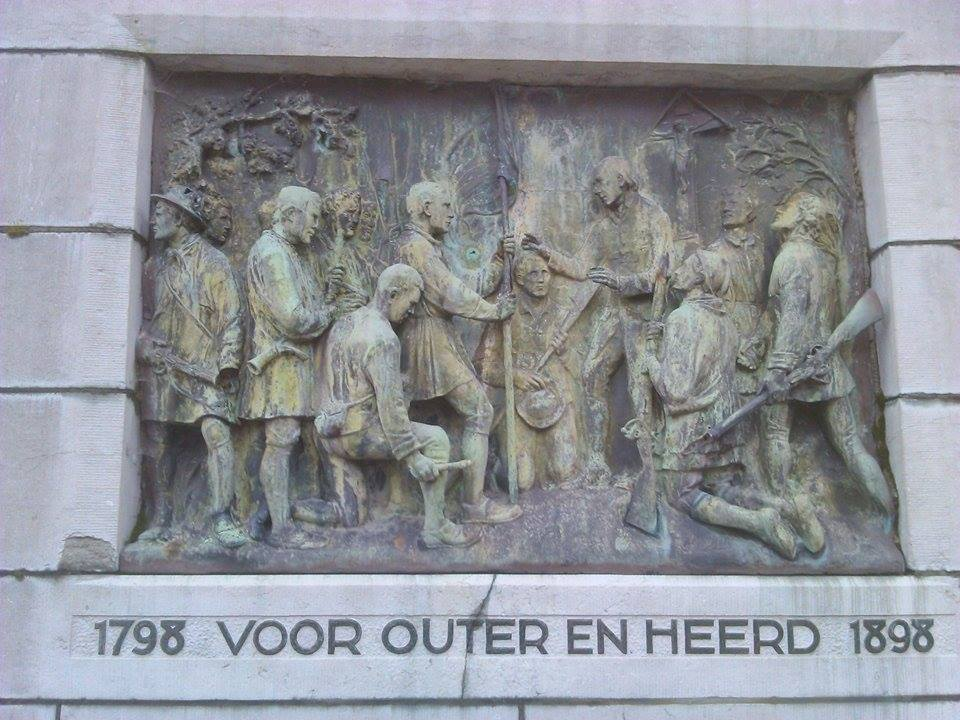
Boerenkrijgmonument Tielt

Na het neerslaan van de opstand werden 35 mensen gearresteerd. De meesten werden enkel voor verhoor meegenomen. Sommigen belandden enkele dagen in de gevangenis van Tielt. Een vijftal werd echter opgesloten in de gevangenis van Brugge en een tweetal in de gevangenis van Gent. Uiteindelijk werden François De Cour en Pierre De Meulemeester ter dood veroordeeld en in maart 1799 geëxecuteerd in Doornik. De vermeende leider van de opstand, Joseph Larmuseau dook onder en werd niet gevat. Ook Jean Bierman, een van de leiders van de opstand in Schuiferskapelle werd opgepakt en ter dood veroordeeld. Deze doodstraf werd echter later omgezet in 4 jaar cel en Bierman kwam uiteindelijk zelfs vroeger vrij.

## Veroordeling van de stad Tielt
Op basis van de processen-verbaal van de aangerichte schade en vernielingen door de speciale commissarissen werd Tielt door de burgerlijke rechtbank van het Departement van de Somme op 22 augustus 1799 veroordeeld tot het betalen van een schadevergoeding van 27385,62 Fr, o.a. aan Esmonnot. Aangezien de rechtbank het bewezen achtte dat er Tieltenaars hadden deelgenomen aan de opstand, moest Tielt bovendien nog eens datzelfde bedrag als boete betalen aan de Republiek. Bovendien moest Tielt nog een deel van de kosten betalen voor de mobiele colonnes en de speciale commissarissen.
Tielt weigerde te betalen en ging tegen deze uitspraak in beroep. Uiteindelijk bleef van het totale bedrag slechts een fractie over van 4154 Fr. Bovendien liet men al in het najaar van 1799 de boete aan de staat vallen toen bleek dat de hele regio opnieuw onrustig werd en men vreesde dat de boete wel eens de laatste druppel zou kunnen zijn die een nieuwe gewelddadige opstand kon ontketenen.

## Gevolgen voor de geestelijken
Ook de religieuze instellingen, die door de Fransen gezien werden als mede-aanstokers van de opstand, werden vervolgd. Op 4 november 1798 werd een algemeen deportatiedecreet tegen de onbeëdigde priesters uit de Zuid-Nederlandse departementen uitgevaardigd. Een tiental dagen laten werd zowel in het Bisdom Gent als in het Leiedepartement een razzia gehouden. In het kanton Tielt werden daarbij zeven geestelijken gearresteerd. De rest kon ontkomen. Daarnaast was er ook nog de opeising van de klokken uit kerken en kloosters. Op 15 november 1798 kwam een garnizoen soldaten om de klokken op te halen. Uiteindelijk werden die pas op 22 januari 1799 naar Brugge gebracht. De kosten hiervan werden ook door de stad Tielt betaald.

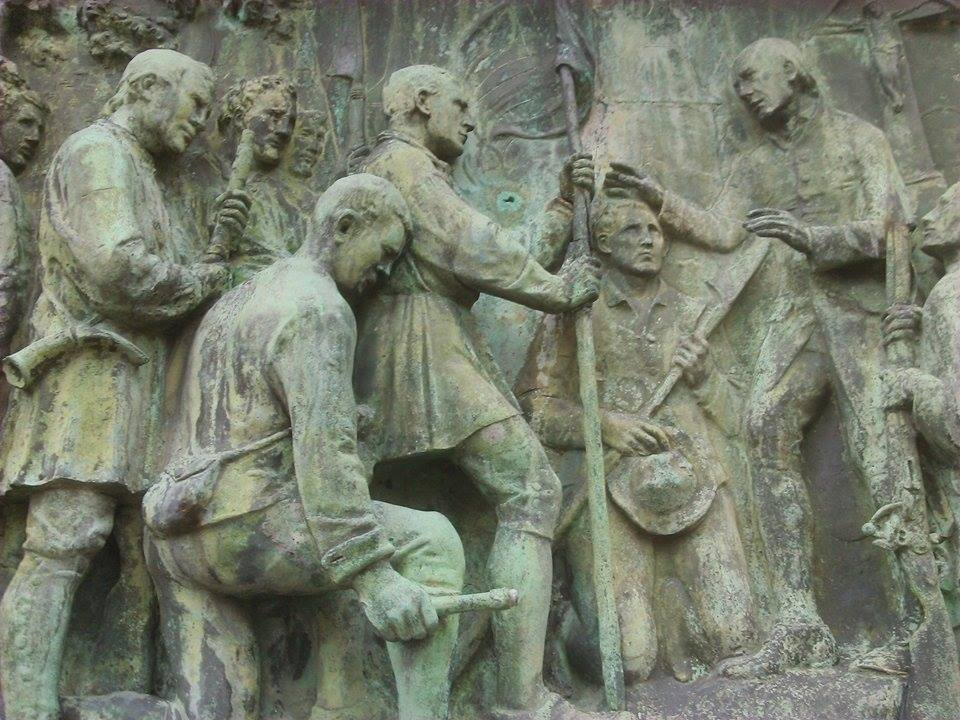
Figuren op bronzen plaat Boerenkrijgmonument Tielt

## Boerenkrijgmonument
Bij de herdenking van 100 jaar Boerenkrijg werd in de Hallentoren een bronzen plaat ingemetseld van de hand van Aloïs De Beule, een neo-gotische kunstenaar die ook de Boerenkrijgmonumenten in Mol en Overmere vervaardigde. In 1938 werd de bronzen plaat verwerkt in de sokkel van het H. Hartmonument. Voor de restauratie van de Hallentoren in 1986, werd het Heilig Hartbeeld met het paneel verhuisd naar de hoek van de Ieperstraat en de Krommewalstraat, waar het zich thans nog bevindt. Het reliëf verbeeldt een groep Boerenkrijgers verzameld rond een priester, die volgens sommigen Jacobus Vergauwen voorstelt, recollect van het minderbroederklooster in Tielt.